# Blindati
Blindati è una miniserie televisiva italiana del 2003, diretto da Claudio Fragasso.

## Trama
Durante un posto di blocco, tre finanzieri vengono barbaramente uccisi da un commando di uomini armati di mitra con mezzi blindati che forzano il posto di blocco facendo una strage. Il capitano Roberto Mori (Claudio Vanni), che poco prima aveva parlato con uno dei tre uccisi, decide di prendere questa missione con il capitano Lidiano Cruciani (Edoardo Leo) e il Colonnello Brando Massari (Tony Sperandeo). Dopo un po' si scopre che gli assassini dei tre finanzieri sono i killer di una nota famiglia mafiosa: La famiglia dei Callea, capeggiata da Ettore Callea (Andrea Giordana), suo figlio Michele (Ivan Lucarelli), e il killer albanese Stano (Luca Lionello). Ettore Callea è in contrasto con i fratelli Paride (Luca Ward) ed Enea (Francesco Benigno) per soldi e potere, e da tempo nutrono astio ed odio. I Callea si stanno portando in porto un grosso traffico di droga con una famiglia malavitosa albanese. Nel mezzo a tutto questo, la storia della figlia del boss Irene (Michela Fioravanti), la quale si era allontanata dalla Sicilia, perché diversa dal resto della famiglia, che si innamora tramite la chat, di un finanziere che tenterà di infiltrarsi nella Famiglia, e con il quale nascerà una storia d'amore, e quel finanziere è proprio il capitano Mori. Alleato della famiglia Callea, il figlio di uno dei più grandi boss albanesi, il quale, con vari accordi e tranelli, farà uccidere tra di sé, vari membri dei Callea. Vedremo poi, che il boss albanese, era il fratello caduto in mare e dato per morto, il quale naufragato chissà come in Albania, diventa un potentissimo boss, e vuole vendicarsi verso gli stessi membri della sua famiglia.

## Riprese
Le riprese della scena dello sbarco e della spiaggia sono state effettuate a Gaeta, dove la Guardia di Finanza ha messo a disposizione tutti i suoi mezzi, a Marzamemi - frazione del Comune di Pachino (SR), Portopalo di Capo Passero (SR) e Ragusa, nelle masserie bianche e nell'antica tonnara, oltre a Vittoria e Caltagirone tutto il resto della fiction.

## Curiosità
- Il titolo originale della miniserie era La stirpe di Caino, più in linea con la favola nera che narra.
- Gli effetti visivi speciali con il motion control (fra cui la caduta in mare dei due fratelli) sono di Renato Longi, che aveva già collaborato come supervisore degli effetti speciali con Fragasso nel film del 2000 La banda.
- Sono presenti alcuni degli attori feticcio lanciati da Fragasso in precedenti film e fiction, come Edoardo Leo, Luca Lionello e Luigi Maria Burruano.
- Questa è una delle poche interpretazioni di Tony Sperandeo in cui recita nella parte di un "buono".
- Nel film era inserita una cruenta scena in cui Andrea Giordana veniva ucciso e sezionato con una sega elettrica, ma la sequenza venne censurata nonostante non si vedesse nulla. Il tutto era "visualizzato" attraverso lo sguardo di Ivan Lucarelli al telefono con il padre Andrea Giordana che sentiva le sue urla, ma anche così fu giudicata troppo "forte".
- Fragasso forma la coppia inedita, sul piccolo schermo, di Stefania Sandrelli e Andrea Giordana che dopo Blindati, continueranno a lavorare insieme, sempre come coppia, in altre fiction, come altri nel cast.
- In un altro film di Claudio Fragasso, ovvero Le ultime 56 ore del 2010, è presente il personaggio di Miccia, presente anche in questo film. Qui viene interpretato da Alessandro Prete, mentre ne Le ultime 56 ore è interpretato da Giampiero Lisarelli ma i due personaggi, a parte il nome, non hanno nulla in comune.
- La miniserie, nonostante avesse un cast formato da attori di "peso" come Edoardo Leo, Stefania Sandrelli, Tony Sperandeo e molti altri, non ebbe lo stesso successo di Operazione Odissea (andata in onda 3 anni prima su Canale 5).
- La miniserie era inizialmente prevista per Canale 5 nell'autunno 2002, ma Mediaset scelse di programmarlo su Rete 4 l'anno successivo perché il regista Fragasso giustificò ciò col fatto che Canale 5 giudicava troppo "forte" per questa miniserie.